# Toyota Mark II
Pour les articles homonymes, voir Mark II.
La Mark II est un modèle du constructeur automobile japonais Toyota vendu de 1968 à 2004 et qui a d'abord débuté sous l'appellation Corona Mark II.

## Corona Mark II première génération (1968 - 1973)

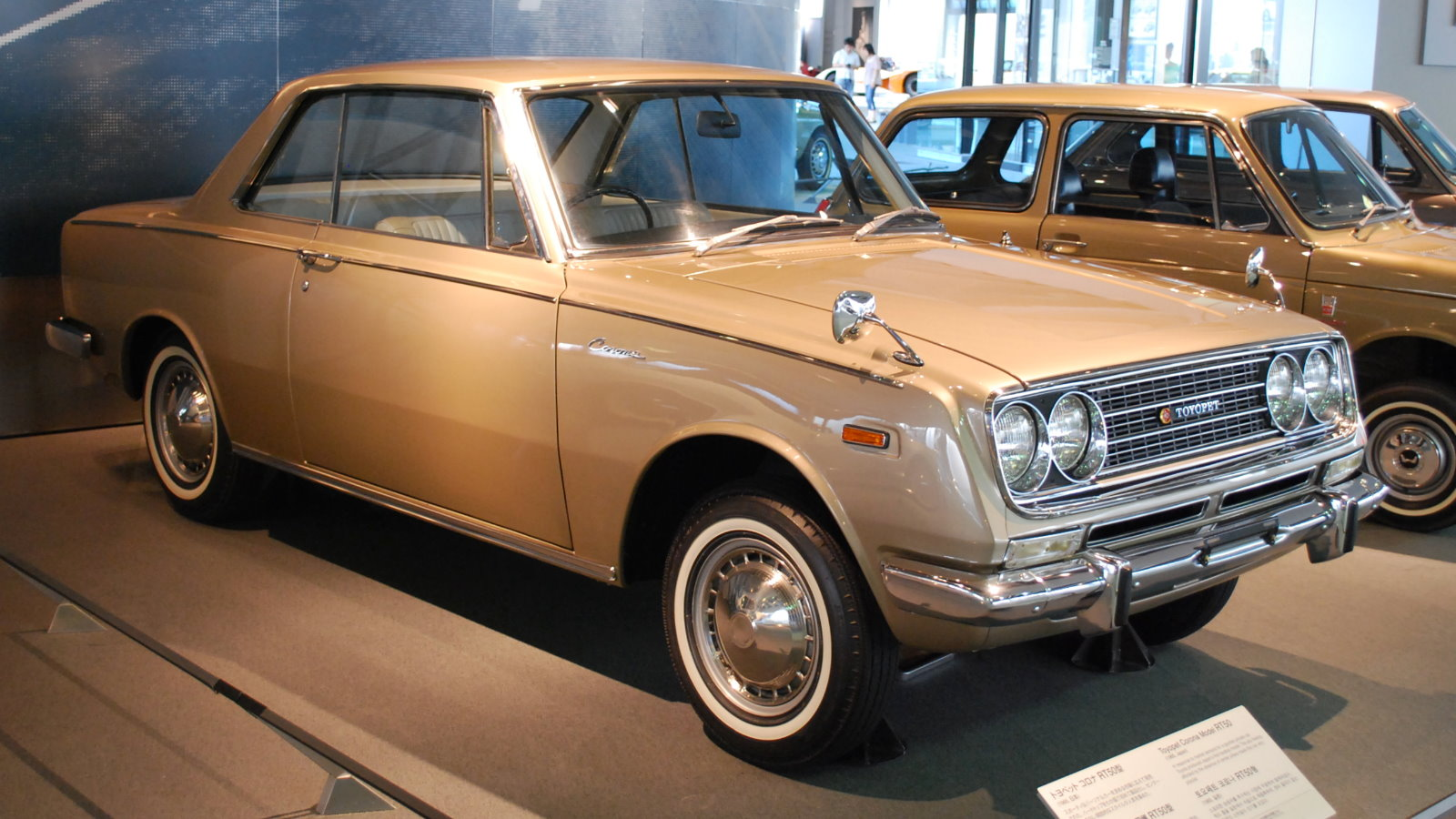
Le Coupé Corona.

En 1968, la Corona Mark II vient épauler la Corona lancée en 1964, sans la remplacer. Elle fait ainsi la liaison dans la gamme Toyota entre la Corona et la Crown.
La première Corona Mark II fait toutefois disparaître les versions haut de gamme de la Corona, celles équipées de moteurs 1,6 litre. Elle reprend le 1,6 litre alésage court des Corona Golden. La gamme se compose ainsi :
- 1600 : 85 ch, boîte manuelle 3 ou 4 vitesses ou automatique, livrable en berline 4 portes, coupé et break 4 portes.
- SL : même moteur mais de 100 ch, boîte manuelle 4 vitesses, livrable en 4 portes.
- Van : même moteur dégonflé à 77 ch, boîte 3 vitesses, livrable uniquement en break.
- 1900 : 100 ch, boîte 4 vitesses, livrable en 4 portes et coupé.
- 1900 SL : même moteur, 110 ch, boîte 4 vitesses, livrable en coupé seulement.

En 1970, le 1,6 litre devient un 1,7 litre de 95 ou 103 ch puis de nouvelles versions plus puissantes apparaissent : une 1900 GSL de 115 ch en novembre 1970 et surtout une 1900 GSS à moteur double arbre à cames de 140 ch, à boîte manuelle 5 vitesses dès la fin 1969.
Deux fois moins vendue que la Corona, la première Corona Mark II sera renouvelée en janvier 1972.